# Cacozeliana
Cacozeliana là một chi ốc biển, là động vật thân mềm chân bụng sống ở biển trong họ Cerithiidae.

## Các loài
Các loài trong chi Cacozeliana bao gồm:
- Cacozeliana furva (Watson, 1886)[3]
- Cacozeliana fuscocapitulum (Hedley & Petterd, 1906)[4]
- Cacozeliana granarium (Kiener, 1842)[5]
- Cacozeliana icarus (Bayle, 1880)[6]
- Cacozeliana variegatum (Henn & Brazier, 1894)[7]